# Rhinolophus mcintyrei
Rhinolophus mcintyrei är en fladdermus i släktet hästskonäsor som förekommer på Nya Guinea. Populationen listades en längre tid som underart till Rhinolophus arcuatus och sedan 2013 godkänns den som art.

## Utseende
Arten når en kroppslängd (huvud och bål) av 48 till 64 mm, en svanslängd av 16 till 23 mm och en vikt av 9 till 15 g. Bakfötterna är 8 till 13 mm långa, underarmarnas längd är 47 till 54 mm och öronen är 15 till 22 mm stora. Djuret liknar Rhinolophus proconsulis och Rhinolophus arcuatus men den avviker i några detaljer av kraniet och av näsbladet (hudflikarna på näsan). På ovansidan bildas den bruna till rödbruna pälsen av hår som är vitaktiga nära roten. Undersidan hår är lika men ljusare. Näsbladet har en hästskoformig grundform med 9 till 10 mm bred en varierande mellersta del och en uppsats som liknar ett spjut. I överkäken är den andra premolaren per sida liten och den tredje är mycket liten. Den tredje ligger dessutom bredvid tandraden.

## Utbredning
Denna fladdermus lever i centrala bergstrakter i Papua Nya Guinea och den når kanske fram till ön indonesiska del. Utbredningsområdet ligger 270 till 1600 meter över havet. Rhinolophus mcintyrei vistas i tropiska skogar och den vilar på dagen i grottor. Exemplaren plockar insekter från växter och de har en långsam flykt med flera vändningar.

## Ekologi
Rhinolophus mcintyrei bildar vid viloplatsen små grupper med upp till 12 medlemmar. Arten fångar olika insekter i flykten eller plockar dem från växter. Lätet för ekolokaliseringen har en frekvens av 70 till 72 kHz. Fortplantningssättet är okänt.

## Hot
Antagligen påverkas arten av landskapsförändringar och av störningar vid viloplatsen. På grund av den tidigare sammanblandningen med en annan art är populationens storlek okänd. IUCN listar Rhinolophus mcintyrei med kunskapsbrist (DD).